# Baugé-en-Anjou
Baugé-en-Anjou es una comuna nueva francesa situada en el departamento de Maine y Loira, de la región de Países del Loira.

## Historia
Fue creada el 1 de enero de 2016, en aplicación de una resolución del prefecto de Maine y Loira de 10 de julio de 2015. con la unión de las comunas de Baugé, Bocé, Chartrené, Cheviré-le-Rouge , Clefs, Cuon, Échemiré, Fougeré, Le Guédeniau, Le Vieil-Baugé, Montpollin, Pontigné, Saint-Martin-d'Arce, Saint-Quentin-lès-Beaurepaire y Vaulandry, pasando a estar el ayuntamiento en la antigua comuna de Baugé.
La fusión supuso que la comuna nueva de Clefs-Val-d'Anjou fuera suprimida al pasar sus comunas delegadas de Clefs y Vaulandry a formar parte de ella, así como que la comuna nueva de Baugé-en-Anjou fuera, a su vez, suprimida al pasar sus comunas delegadas de Baugé, Le Vieil-Baugé, Montpollin, Pontigné, Saint-Martin-d'Arce a pasar a formar parte de la misma.

## Demografía
| Gráfica de evolución demográfica de Baugé-en-Anjou entre 1800 y 2014 |
|                                                                      |

Los datos entre 1800 y 2014 son el resultado de sumar los parciales de las quince comunas que forman la comuna de Baugé-en-Anjou, cuyos datos se han cogido de 1800 a 1999 para las comunas de Baugé, Bocé, Chartrené, Cheviré-le-Rouge, Clefs, Cuon, Échemiré, Fougeré (Maine y Loira), Le Guédeniau, Le Vieil-Baugé, Montpollin, Pontigné, Saint-Martin-d'Arcé Saint-Quentin-lès-Beaurepaire, y Vaulandry de la página francesa EHESS/Cassini. Los demás datos se han cogido de la página del INSEE.

## Composición
| Comuna delegada               | Código INSEE | Población (2010) | Superficie (km²) | Densidad (hab./km²) |
| ----------------------------- | ------------ | ---------------- | ---------------- | ------------------- |
| Baugé                         | 49018        | 3681             | 8.55             | 431                 |
| Bocé                          | 49031        | 624              | 16.01            | 39                  |
| Chartrené                     | 49079        | 52               | 3.79             | 14                  |
| Cheviré-le-Rouge              | 49097        | 961              | 35.96            | 27                  |
| Clefs                         | 49101        | 979              | 25.92            | 38                  |
| Cuon                          | 49116        | 608              | 13.13            | 46                  |
| Échemiré                      | 49128        | 595              | 6.98             | 35                  |
| Fougeré                       | 49143        | 776              | 24.18            | 32                  |
| Le Guédeniau                  | 49157        | 357              | 18.1             | 20                  |
| Le Vieil-Baugé                | 49372        | 1266             | 28.63            | 44                  |
| Montpollin                    | 49213        | 207 (2009)       | 4.49             | 46                  |
| Pontigné                      | 49245        | 260 (2009)       | 24.17            | 11                  |
| Saint-Martin-d'Arcé           | 49303        | 794              | 13.18            | 60                  |
| Saint-Quentin-lès-Beaurepaire | 49315        | 291              | 7.51             | 39                  |
| Vaulandry                     | 49380        | 306              | 27.65            | 11                  |